# Paul Gladbach

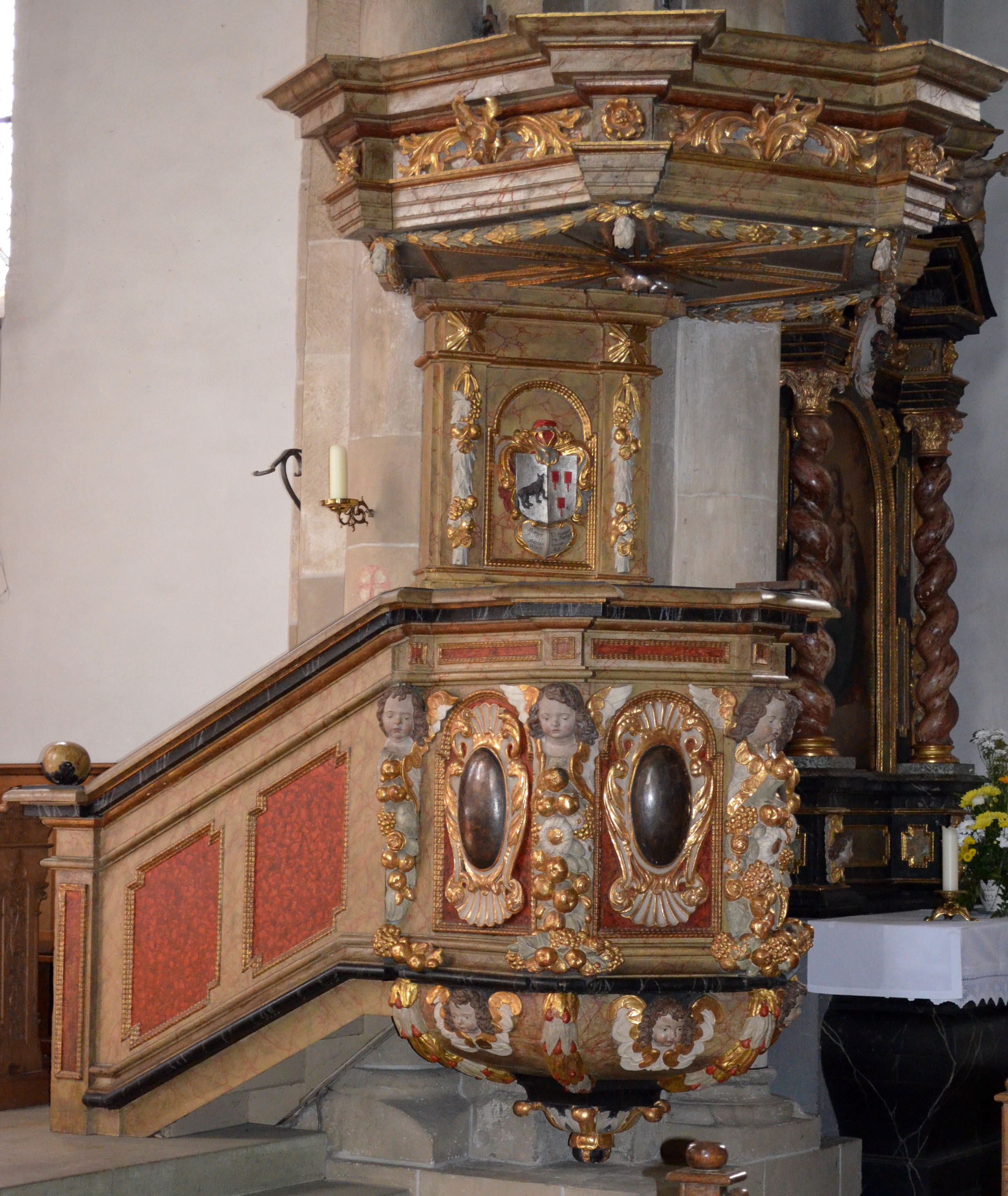
Kanzel von Paul Gladbach in der St.-Nikolaus-Kirche zu Rüthen

Paul Gladbach († 27. Januar 1688 in Rüthen) war ein deutscher Bildhauer und Maler. Er zählt zu den führenden Gestaltern barocker Kirchenausstattungen im Herzogtum Westfalen.

## Leben
Gladbachs Tätigkeit ist erstmals 1667 in Geseke bezeugt, bevor er 1668 das Bürgerrecht der Stadt Rüthen erwarb, deren Rat er seit 1678 – mit einer kurzen Unterbrechung – bis zu seinem Tode angehörte. 1670 schloss er den Bund der Ehe, aus dem acht Kinder hervorgingen.
Gladbach arbeitete mit verschiedenen Baumeistern seiner Zeit zusammen, insbesondere bestätigt werden konnte die Zusammenarbeit mit Ambrosius von Oelde. Der „Rarus Sculptor“ („einzigartiger Bildhauer“) Paul Gladbach, wie er in zeitgenössischen Kirchenbüchern angesprochen wird, pflegte auch besondere Beziehungen zum Kapuzinerorden, der ihn mehrfach engagierte (vgl. die Ausstattungen der Klosterkirchen in Paderborn und Werne).

## Werk und Stil
Gladbachs Bildwerke und Altäre sind in nahezu allen Gegenden Westfalens vertreten, so dass seine Werkstatt als eine der fruchtbarsten im ehemaligen Herzogtum gelten darf. Die erhaltenen Schnitzaltäre weisen ihn als „Meister eines bodenständigen, qualitätvollen Barock“ aus.
Die Altäre der Abtei Marienmünster erscheinen aus heutiger Sicht – einige Arbeiten Gladbachs fielen im Laufe der Zeit Brand oder Diebstählen zum Opfer – als Gladbachs Hauptwerk. Weitere Werke wurden außer in Rüthen (Kanzel und Elisabethaltar der St.-Nikolaus-Kirche) beispielsweise auch in Werne (Innenausstattung der Klosterkirche des Kapuzinerklosters), Paderborn (Innenausstattung der Kirche des Michaelsklosters), Oestinghausen (Hochaltar der St.-Stephanus-Kirche) und Warstein (Seitenaltäre der Alten Kirche) sowie in Soest (Orgelprospekt der St.-Pauli-Kirche) aufgewiesen.
Verschiedentlich wurde versucht, Gladbachs eigentümliche Stilistik zu beschreiben, so zum Beispiel von Eberhard Henneböle und Ulrich Grun Demnach wirken seine Altäre oft „etwas schwellend“ im mittleren bzw. unteren Bereich, aber nie kopflastig. Als Besonderheit gelten zudem die Physiognomien der Gladbach‘schen Engelsköpfe (Putten), die eher nach natürlichem menschlichen Vorbild entwickelt zu sein scheinen, als dass sie irgendwie idealisiert bzw. stilisiert wirken: „Gladbach geht so weit, dass einige Engel leicht betretene Gesichter machen wie gescholtene Kinder, so z. B. am Korb der Rüthener Kanzel.“